# أنجيلا هيل (صحفية)
أنجيلا هيل (بالإنجليزية: Angela Hill) هي صحفية أمريكية، ولدت في 28 مارس 1949 في بورتلاند في الولايات المتحدة.